# Odiseea (miniserial din 1997)
Odiseea  este un miniserial american mitologic de aventură din 1997 regizat de Andrei Koncealovski bazat pe poemul epic Odiseea scris de Homer. Miniserialul Odiseea a fost difuzat în două părți prima dată la 18 mai 1997, pe NBC. A fost filmat în Malta, Turcia, părți din Anglia și multe alte locuri din jurul Mediteranei, unde are loc povestea. Rolurile principale au fost interpretate de actorii Armand Assante, Greta Scacchi, Irene Papas, Isabella Rossellini, Bernadette Peters, Eric Roberts, Geraldine Chaplin, Jeroen Krabbé, Christopher Lee și Vanessa Williams.
La cea de-a 49-a ediție a premiilor Emmy, serialul a câștigat Premiul Primetime Emmy pentru cea mai bună regie pentru o miniserie, film TV sau program dramatic special.

## Premisă
După ce a câștigat Războiul Troian, Odiseu, unul dintre cei mai curajoși regi greci, pornește într-o călătorie spre insula sa natală, Itaca. Persecutat de Poseidon, el rătăcește pe mare zeci de ani, iar în acest timp se luptă cu monștri, vrăjitoria, cu propriile slăbiciuni și cu împotrivirea zeilor.

## Distribuție
- Armand Assante - Odysseus
- Greta Scacchi - Penelope
- Geraldine Chaplin - Eurycleia
- Jeroen Krabbé - Alcinous
- Christopher Lee - Tiresias
- Irene Papas - Anticlea
- Bernadette Peters - Circe
- Michael J. Pollard - Aeolus
- Eric Roberts - Eurymachus
- Isabella Rossellini - Athena
- Vanessa Williams - Calypso
- Nicholas Clay - Menelaus
- Adoni Anastassopoulos - Perimides
- Paloma Baeza - Melanthe
- Ron Cook - Eurybates
- Reid Asato - Polyphemus
- Mark Hill - Orsilochus
- Pat Kelman - Elatus
- Vincenzo Nicoli - Antinous
- Sally Plumb - Arete (Queen Alcinous)
- Roger Ashton-Griffiths - Polites
- Katie Carr - Nausicaa
- Marius Combo - Agelaus
- Alan Cox - Elpenor
- William Houston - Anticlus
- Oded Levy - Leocrites
- Peter Page - Philoetius
- Alan Stenson - Telemachus
- Stewart Thompson - Antiphus
- Tony Vogel - Eumaeus
- Heathcote Williams - Laocoön, a soothsayer
- Michael Tezcan - Eurylochus
- Richard Truett - Achilles
- Yorgo Voyagis - King Agamemnon
- Peter Woodthorpe - Mentor
- Derek Lea - Hektor
- Frederick Stuart - Hermes
- Miles Anderson - Poseidon (voice)
- Alan Smithie - King Priam of Troy
- Vernon Dobtcheff - Aegyptus
- Josh Maguire - Young Telemachus